# 캄타이 시판돈
캄타이 시판돈(라오어: ຄຳໄຕ ສີພັນດອນ, 1924년 2월 8일~2025년 4월 2일)은 라오스의 군인이자 정치인으로, 1991년부터 1998년까지 라오스의 정부수상, 1998년부터 2006년까지 라오스의 제4대 주석을 지냈다.
1954년 인도차이나 공산당에 입당했으며, 1957년부터 1959년까지 라오스 인민혁명당 중앙판공청 주임, 1960년 당 중앙군사책임자 겸 라오스 전투부대 총사령관, 1971년 정부 부수상 겸 국방부 부장, 인민군 총사령관, 1991년~1998년 라오스의 정부수상, 1992년 라오스 인민혁명당 주석 및 중앙국방치안위원회 주석을 거쳐, 1998년 라오스 인민민주공화국의 주석이 되었다. 2006년 라오스 정계에서 은퇴하였다.